# Chiara Ianni
Chiara Ianni (Popoli, 25 dicembre 1991) è un'ex ginnasta italiana, argento ai mondiale 2013.
Originaria di Torre de' Passeri,  dal 2018 al 2020 componente dello staff tecnico della squadra nazionale con il ruolo di assistente della direttrice tecnica Emanuela Maccarani.
Attualmente allenatrice della squadra nazionale juniores di ginnastica ritmica.

## Palmarès
- Campionessa Italiana juniores 2005
- Campionessa Italiana juniores 2006
- Medaglia di bronzo campionato Italiano senior 2007
- Tre medaglie d'oro alla coppa del Mondo di Pesaro 2013
- Vice campionessa del mondo ai campionati del Mondo di Kiev 2013
- Vincitrice dello Scudetto di Serie A con la società Armonia D'Abruzzo dal 2008 al 2013